# Brian Morton
Brian Morton (Paisley, 1954) is een Schots jazzauteur, journalist en muziekcriticus.

## Biografie
Morton groeide op in Dunoon en studeerde aan de Edinburgh University. Daarna leerde hij aan de University of East Anglia en de Universiteit van Tromsø in Noorwegen. Later werd hij literatuurcriticus (en Literary Editor) bij de literatuuraanvulling The Times Higher Education Supplement van The Times en bij The Times zelf. Hij schreef ook over jazz en algemeen als muziekcriticus en was vanaf 1992 zelfstandig werkzaam. Hij was onder andere vaak te horen op de Britse BBC-radio, waar hij op BBC Radio 3 van 1992 tot 1997 het tweewekelijks uitgezonden jazzprogramma Impressions presenteerde en bovendien de muziekprogramma's Composer of the Week en In Tune.
Morton presenteerde tien jaar lang als Senior Editor bij BBC Radio Scotland de eigen shows The Brian Morton Show en The Usual Suspects. In 2010 werd het contract ontbonden, nadat hij de culturele berichtgeving van de BBC had bekritiseerd. 
Hij is bekend als co-auteur van het met de in 2007 overleden Richard Cook geschreven The Penguin Guide to Jazz on CD (resp. The Penguin Guide to Jazz Recordings, 8e editie 2006), dat verscheen vanaf 1992. Naast jazz hield hij zich ook bezig met moderne klassieke muziek. Met Pamela Collins publiceerde hij in 1992 het overzicht Contemporary Composers (Chicago: St. James Press). Hij schreef biografieën over Dmitri Sjostakovitsj (Haus Publishers, 2007), Prince (Canongate Books 2007) en Miles Davis (Haus 2005) en publiceerde bovendien Modern Music – a Book of Words.
Morton is uitgever van The Blackwell Guide to Recorded Contemporary Music (1996). Hij schrijft voor het Jazz Review Magazine en was in 2008 kort de uitgever. Bovendien schreef hij columns voor de Schotse editie van The Observer. Morton werkte ook als vertaler uit het Noors, onder andere van korte verhalen van Jonas Lie. Hij schreef ook vaak voor de Jazz Review, die hij na de dood van Richard Cook een poos leidde (2008). In 2009 publiceerde hij een biografie van Edgar Allan Poe (Edgar Allan Poe (Life & Times), Haus, 2009, ISBN 978-1-905791-52-1).

## Privéleven
Momenteel woont hij op een farm in West-Schotland met zijn huidige echtgenote, de landschapsfotografe Sarah MacDonald. Hij heeft een zoon en (uit een eerdere relatie) twee dochters.